# La Motte-en-Champsaur
La Motte-en-Champsaur là một xã của tỉnh Hautes-Alpes, thuộc vùng Provence-Alpes-Côte d’Azur, đông nam nước Pháp.